# De Vreedzame Wijk
De Vreedzame Wijk is een Nederlands pedagogisch en democratisch burgerschapsprogramma dat in 2008 werd ontwikkeld als uitbreiding van De Vreedzame School. Het richt zich op het versterken van het pedagogisch klimaat in wijken door kinderen, jongeren, ouders, buurtbewoners en professionals actief te betrekken bij burgerschap en sociale cohesie... Diverse Nederlandse gemeenten passen de methode toe. 

## Ontstaansgeschiedenis
De Vreedzame Wijk ontstond in 2008 als vervolg op De Vreedzame School (1998), het democratisch burgerschapsprogramma van pedagoog Leo Pauw en de samenlevingspedagogiek van Micha de Winter. Waar de schoolversie zich richtte op het aanleren van democratische vaardigheden en vreedzame conflictoplossing bij leerlingen, breidde De Vreedzame Wijk dit gedachtegoed uit naar de bredere gemeenschap.
Het programma werd ontwikkeld in samenwerking met welzijnsorganisaties, scholen en gemeenten, onder meer in Utrecht, waar het voor het eerst werd toegepast.

## Doel en aanpak
Het doel van De Vreedzame Wijk is het creëren van een gemeenschappelijke pedagogische cultuur waarin kinderen en jongeren zich gehoord en gezien voelen en leren verantwoordelijkheid te nemen voor hun omgeving..
De aanpak betrekt verschillende groepen bij dit proces:
- Kinderen en jongeren leren vaardigheden voor democratisch samenleven en het vreedzaam oplossen van conflicten.
- Ouders en buurtbewoners worden aangemoedigd actief mee te werken aan een veilige en betrokken wijk.
- Professionals zoals leraren, sociaal werkers, sportcoaches en wijkagenten vervullen hierbij een rol als mede-opvoeders en rolmodellen.

Door deze brede samenwerking kan een netwerk van betrokkenen ontstaan dat sociale samenhang versterkt en negatieve invloeden zoals straatcultuur, criminaliteit en polarisatie tegengaat.

## Organisatie en uitvoering
De Vreedzame Wijk wordt uitgevoerd onder coördinatie van Stichting Vreedzaam, vaak in samenwerking met gemeenten, scholen en welzijnsorganisaties. Onderwijsadviesbureau CED-groep adviseert en implementeert de Vreedzame School-methodiek.

## Impact en bereik
Sinds de introductie in 2008 is De Vreedzame Wijk ingevoerd in meerdere wijken in Nederland, waaronder in Utrecht  en Rotterdam . 
Uit onderzoek van de universiteit van Utrecht komt naar voren dat  de aanpak wat betreft jongeren en professionals  goed werkt, maar dat het  moeilijk is ouders actief bij het proces te btrekken. De benadering wordt aanbevolen door onder meer het Nederlands Jeugdinstituut en Movisie.
Publicaties verschenen onder meer in Pedagogiek in de praktijk